# Beychac-et-Caillau
Beychac-et-Caillau – miejscowość i gmina we Francji, w regionie Nowa Akwitania, w departamencie Żyronda.
Według danych na rok 1990 gminę zamieszkiwało 1611 osób, a gęstość zaludnienia wynosiła 103 osób/km² (wśród 2290 gmin Akwitanii Beychac-et-Caillau plasuje się na 260. miejscu pod względem liczby ludności, natomiast pod względem powierzchni na miejscu 724.).